# Ахитув, Авраам
Авраам Ахитув (ивр. אברהם אחיטוב‎, урожд. Авраам Готфрид, род. в 1930 году, Германия, умер 15 июля 2009 года, Израиль) — израильский разведчик, руководитель Общей службы безопасности «Шабак».

## Биография
Авраам Ахитув родился в Германии в 1930 году, имя при рождении Авраам Гутфрид. В 1935 году его семья переехала в Палестину.
Авраам учился в ешиве Кфар-ха-Роэ, в 16 лет вступил в «Хагану», затем перешёл в разведслужбу «Шай», на основе которой позднее была создана Служба общей безопасности Израиля. В этот же период он изменил свою фамилию Гутфрид на Ахитув. Он работал в израильских спецслужбах более 30 лет.
В этот же период он получил первую, а затем и вторую академические степени в области юриспруденции, закончив учёбы с отличием.
В 1961 году Ахитув был переведён на работу в службу внешней разведки «Моссад». Руководил отделением «Моссад» в Германии.
В 1974 году Авраам Ахитув был назначен руководителем «Шабак» и оставался на этой должности до выхода на пенсию в 1980 году.
Будучи на пенсии, Ахитув занимал руководящую должность в совете директоров банка «Апоалим» и оставался на этой должности до 1995 года. Впоследствии он был директором инвестиционной компании «Ницба» и концерна Израильской военной промышленности.